# Dornier Luftbild-Auswertestation
Die Dornier Luftbild-Auswertestation AIES (Aerial Image Exploitation System) ist eine mobile in NATO-Standard Container installierte Luftbild Auswerteanlage, die für die Bundeswehr (Luftwaffe, GAF-AIES) von Dornier und teilweise mit der Fraunhofer-Gesellschaft entwickelt und gebaut wurde. Die Station digitalisiert die Bilder, ordnet sie einem digitalen Kartenwerk zu und hat spezielle Algorithmen zur Erkennung und Identifizierung von militärisch relevanten Einzelheiten. Weitere Algorithmen ermitteln automatisch Veränderungen zu früheren Aufnahmen, wie auch 3D-Darstellungen möglich sind. 
In den zwischenzeitlichen weiteren Ausbauschritten können Synthetic Aperture Radar Bilder (SAR) verarbeitet/ausgewertet und mit den Ergebnissen von elektronischen Sensoren (z. B. des ECR Tornado) korreliert werden, in ein Lagebild aufbereitet und den Informationsverbünden der Truppenteile (C4ISR) zur Verfügung gestellt werden.
3 Stationen mit je 9 Auswerter-Arbeitsplätzen sind bei der Bundeswehr im Einsatz, darunter eine Ausbildungsstation.